# Großer Pestwurzrüssler
Der Große Pestwurzrüssler (Liparus glabrirostris), auch unter dem Synonym Großer Trägrüssler bekannt, ist eine Art der Familie der Rüsselkäfer (Curculionidae).

## Beschreibung
Der Pestwurzrüssler wird 14 bis 19 Millimeter lang und ist damit der größte in Mitteleuropa heimische Rüsselkäfer. Er besitzt eine tiefschwarze Grundfärbung mit gelblichen Haarflecken. Anzahl und Anordnung der würfelförmigen Schuppenflecken auf den Flügeldecken ist dabei sehr variabel. Auch die Seiten des Halsschilds tragen eine gelbe, gegabelte (y-förmige) Binde aus gelben Schuppen.
Der Käfer unterscheidet sich von dem verwandten, in der Größe überlappendem und ziemlich ähnlichen Liparus germanus (Deutscher Trägrüssler oder Kleiner Pestwurzrüssler) durch die Gestalt der Schenkel, diese sind ungezähnt, bei Liparus germanus undeutlich gezähnt oder gekeult. Weitere Unterscheidungsmerkmale: Die Basis des Halsschilds (das ist die Seite zu den Flügeldecken hin) ist gerade, nicht in flachem Bogen ausgerandet, der Halsschild ist etwas länger als breit, seine Seitenbinde ist bei Liparus germanus meist zu einzelnen Punktflecken reduziert.
Der Käfer besitzt rückgebildete Hinterflügel und ist nicht flugfähig.

### Ähnliche Arten
- Kleiner Pestwurzrüssler (Liparus germanus)
- Möhrenrüssler (Liparus coronatus)
- Fichtenrüsselkäfer (Hylobius abietis)

## Verbreitung und Lebensweise
Es handelt sich um eine montane bis subalpine Art, die in der Ebene fehlt, sie ist bis in zu 2000 Meter Meereshöhe verbreitet. Der Käfer lebt im Gebirge und Gebirgsvorland Mittel- und Südwesteuropas, von den Pyrenäen über die Alpen bis zu den Karpaten, östlich bis zur Ukraine. In Deutschland findet man ihn auch in den höheren Lagen der Mittelgebirge, im Erzgebirge, Thüringer Wald und im Harz (hier sowohl in Niedersachsen wie in Sachsen-Anhalt, selten). Imaginale Käfer findet man von April bis August, mit Vorliebe auf den Blättern verschiedener Pestwurzarten (Petasites officinalis, P. albus), oft an Gewässerufern. Die Larve lebt in den Wurzelstöcken von Korbblütlern, neben Pestwurz werden auch Bärenklau (Heracleum)-Arten als Nahrungspflanze angegeben. Die Art ist in geeigneten Lebensräumen häufig und ungefährdet.
Genetische Analysen haben ergeben, dass die Populationen der Alpen und der Karpaten genetisch deutlich voneinander isoliert sind. Morphologisch sind sie aber nicht unterscheidbar.